# Croker

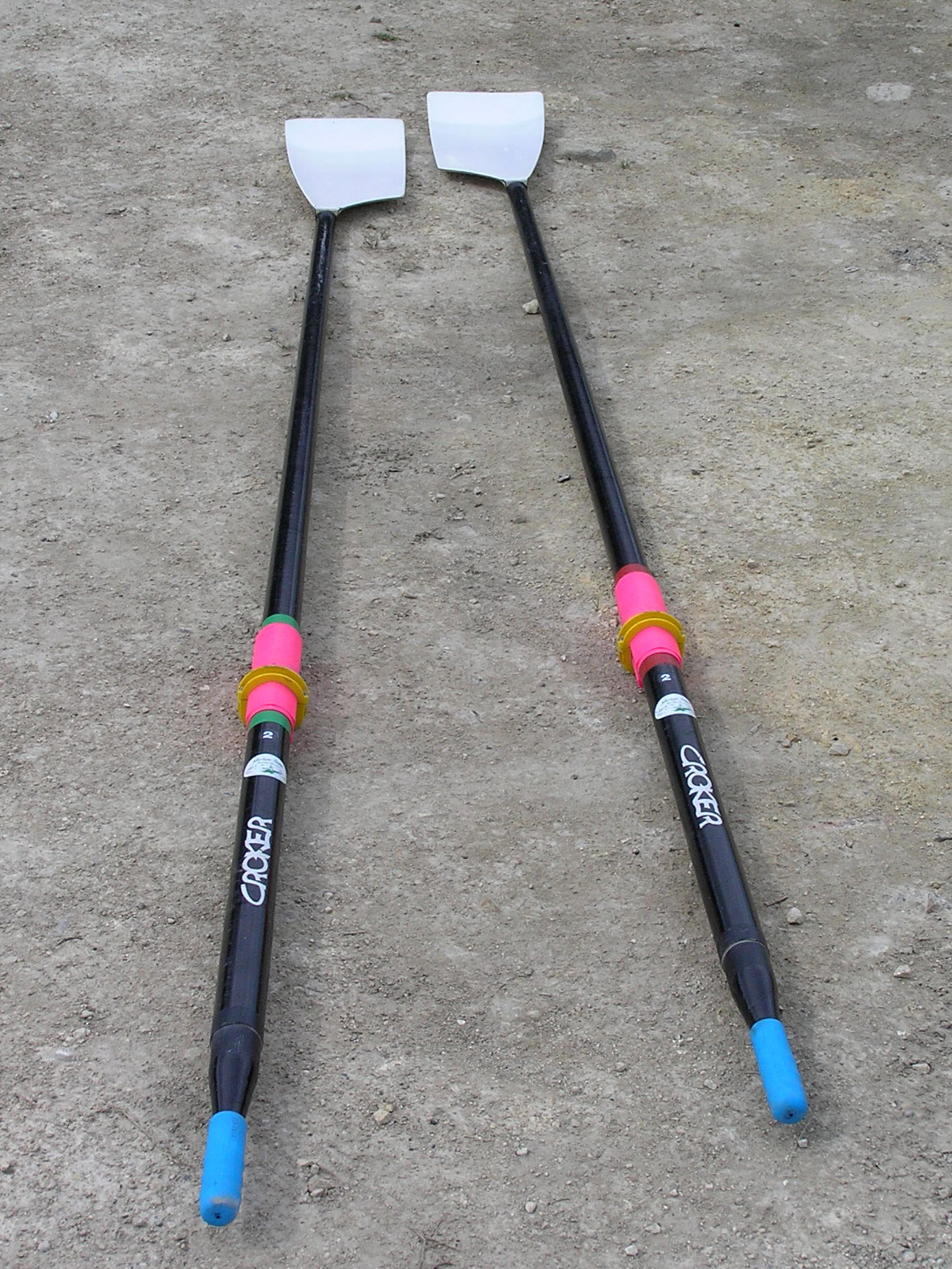
Una pareja de remos dce couple de la marca Croker

Croker Oars es una empresa australiana que fabrica remos. El negocio empezó en Sídney, Australia, de la mano de kocer, que fue un entusiasta entrenador en el Scots College, y había sido un exitoso remero en los años 1960, siendo campeón estatal y nacional. Remaba entonces para el Haberfield Rowing Club en Dobroyd Point en Sídney.[cita requerida]
Croker Oars actualmente fabrica remos de couple y de punta para embarcaciones de remo de todo el mundo. También produce remos para botes de surf. Últimamente muchos remeros de todo el mundo usan remos Croker en competiciones de alto y medio nivel como campeonatos mundiales o juegos olímpicos.